# Monkey Barz
Albums de Sean Price
Jesus Price Superstar
(2007)
Singles
1. Onion Head
Sortie : 2005
2. Boom Bye Yeah
Sortie : 2005

Monkey Barz est le premier album studio de Sean Price, sorti le 31 mai 2005.
L'album s'est classé 46e au Top R&B/Hip-Hop Albums et 70e au Top Independent Albums.
L'illustration de la pochette est inspirée de La Planète des singes.
Le titre bonus, Rising to the Top, fait partie de la bande originale du jeu vidéo Grand Theft Auto III (station Game Radio FM).

## Liste des titres
| No  | Titre                                                                             | Auteur                                                             | Contient un (des) sample(s) de | Durée |
| --- | --------------------------------------------------------------------------------- | ------------------------------------------------------------------ | --- | ----- |
| 1.  | Peep My Words (Produit par Kleph Dollaz)                                          | Darrol Durant, Sean Price                                          | Operation Lock Down d'Heltah Skeltah featuring Buckshot                                                                                                  | 2:31  |
| 2.  | One Two Yall (Produit par MoSS)                                                   | Jason Connoy, Price                                                | | 3:32  |
| 3.  | Onion Head (featuring Tek – Produit par Khrysis)                                  | Christopher Tyson, Price, Tekomin Williams                         | I'm Just Your Man de Bobby Bland | 3:01  |
| 4.  | Fake Neptune (featuring Buckshot, Louieville et Steele – Produit par Rudy Roxx)   | Barret Powell, Darrell Yates, Kenyatta Blake, Rudolph Jones, Price | What Happened to That Boy de Birdman featuring Clipse Award Tour de A Tribe Called Quest featuring Trugoy the Dove                                       | 3:34  |
| 5.  | Heartburn (Produit par 9th Wonder)                                                | Patrick Douthit, Price                                             | Our Love Has Got to Come Together des Independents | 4:03  |
| 6.  | Shake Down (featuring Starang Wondah et Steele – Produit par Star.com et Justice) | A. Davis, Yates, Darryl Pearson, Jack McNair, Price                | | 3:53  |
| 7.  | Mad Mann (Produit par PF Cuttin)                                                  | Felix Rovira, Price                                                | Knife Edge d'Emerson, Lake and Palmer | 3:45  |
| 8.  | Brokest Rapper You Know (Produit par TY Deals)                                    | Price, T. Walker                                                   | Love Serenade de Barry White | 1:35  |
| 9.  | Boom Bye Yeah (featuring 5 FT – Produit par Tone Mason)                           | A. Brown, Price                                                    | Sunshine (Go Away Today) des Isley Brothers Bad Boyz de Shyne featuring Barrington Levy King of Rock de Run–DMC                                          | 3:14  |
| 10. | I Love You (Bitch) (Produit par Dub Z)                                            | Jeff Steinbacher, Price                                            | This Is for Real de Luther Vandross This Is for Real d'Aretha Franklin Love of My Life (An Ode to Hip-Hop) d'Erykah Badu featuring Common                | 3:20  |
| 11. | Bye Bye (featuring Buckshot – Produit par Khrysis)                                | Tyson, Blake, Price                                                | No One Could Ever Love You More d'Aretha Franklin Eric B. Is President d'Eric B. and Rakim                                                               | 3:41  |
| 12. | Spliff N Wessun (featuring Ruste Juxx – Produit par Ayatollah)                    | Lamont Dorrell, Price, Victor Evans                                | | 2:57  |
| 13. | Jail Shit (featuring Rock – Produit par Agallah)                                  | Angel Aguilar, Jamal Bush, Price                                   | | 3:25  |
| 14. | Monkey Barz (Produit par TY Deals)                                                | Price, Walker                                                      | Taboo d'Arthur Lyman Shook Ones Part I de Mobb Deep The Message de Grandmaster Flash and The Furious Five featuring Grandmaster Melle Mel et Duke Bootee | 3:17  |
| 15. | Slap Boxing (featuring Rock et Ruste Juxx – Produit par Edward Maximillion III)   | Edward Maximillion III, Bush, Price, Evans                         | | 3:29  |

| 16. | Rising to the Top (featuring Agallah – Produit par Agallah) | Price | 5:03 |